# Ummendorf
Ummendorf é um município da Alemanha, no distrito de Biberach, na região administrativa de Tubinga, estado de Baden-Württemberg.